# You Can Tune a Piano, but You Can't Tuna Fish
| 전문가 평가   | 전문가 평가 |
| 평가 점수     | 평가 점수   |
| 출처          | 점수        |
| ------------- | ----------- |
| AllMusic      | [ 3 ]       |
| Rolling Stone | (favorable) |

《You Can Tune a Piano, but You Can't Tuna Fish》는 1978년 4월에 발매된 미국의 록 밴드 REO 스피드왜건의 일곱 번째 스튜디오 음반이다. 리드 싱어 케빈 크로닌과 리드 기타리스트 게리 리치래스가 공동 프로듀싱한 그들의 첫 번째 음반이었다. 그 음반은 29위로 정점을 찍으며 REO 스피드왜건의 첫 번째 톱 40에 올랐다. 미국에서 2백만 장 이상 팔렸고, 2배 플래티넘 인증으로 이끌었다.

## 배경
이 음반은 그레그 필빈을 대신하여 브루스 홀이 베이스에 참여한 첫 번째 음반이다. 2013년, 이 음반은 영국에 기반을 둔 록 캔디 레코드에 의해 확장된 라이너 노트와 사진과 함께 CD로 발매되었다.
히트곡 〈Time for Me to Fly〉와 〈Roll with the Changes〉는 그 이후 밴드의 가장 잘 알려진 노래 중 두 곡이 되었다. 〈Time for Me to Fly〉는 나중에 돌리 파튼이 1989년 음반 《White Limozeen》에서 블루그래스 편곡으로 커버했다. 2005년에는 《피치포크》의 "역사상 최악의 음반 커버" 목록에 음반 커버가 포함되었고, 2014년에는 《NME》의 "역사상 최악의 음반 타이틀 50개" 목록에 음반 타이틀이 포함되었다. 2020년에는 넷플릭스의 《오자크》 TV 시리즈 세 번째 시즌 에피소드인 "Kevin Cronin Was Here"에 〈Time for Me to Fly〉가 포함되었으며, 이 곡은 빌보드 디지털 송 차트에서 상위 40위 안에 들었다.
〈Roll with the Changes〉는 2011년 영화 《캐빈 인 더 우즈》에 등장했다. 《캐시박스》는 "전동적인 기타 핥기에 의해 추진되는 역동적이고, 잘 구성된 곡으로 빠르게 발전하는 흐르는 피아노 리프로 시작한다"라고 말했다. 그 노래는 또한 2013년 영화 《잡스》에서 잠깐 등장했다.

## 곡 목록
| #  | 제목                             | 작사·작곡                  | 재생 시간 |
| -- | -------------------------------- | -------------------------- | --------- |
| 1. | 〈Roll with the Changes〉        | 케빈 크로닌                | 5:37      |
| 2. | 〈Time for Me to Fly〉           | 크로닌                     | 3:42      |
| 3. | 〈Runnin' Blind〉                | 데비 맥크론, 게리 리치래스 | 3:08      |
| 4. | 〈Blazin' Your Own Trail Again〉 | 크로닌                     | 3:32      |
| 5. | 〈Sing to Me〉                   | 리치래스                   | 2:34      |

| #  | 제목                                         | 작사·작곡        | 재생 시간 |
| -- | -------------------------------------------- | ---------------- | --------- |
| 1. | 〈Lucky for You〉                            | 크로닌, 리치래스 | 5:02      |
| 2. | 〈Do You Know Where Your Woman Is Tonight?〉 | 리치래스         | 2:53      |
| 3. | 〈The Unidentified Flying Tuna Trot〉        | 리치래스         | 2:17      |
| 4. | 〈Say You Love Me or Say Goodnight〉         | 크로닌, 리치래스 | 4:58      |

## 인증
| 국가                       | 인증        | 판매량/출하량 |
| -------------------------- | ----------- | ------------- |
| 미국 (RIAA)                | 2× 플래티넘 | 2,000,000^    |
| ^출하량을 기반으로 한 인증 |             |               |